# Эчери ут (станция метро)
Эчери ут (венг. Ecseri út, улица Эчери) — станция Будапештского метрополитена на линии M3 (синей).
Открыта в 1980 году в составе участка «Надьварад тер» — Кёбанья-Кишпешт. Станция находится рядом с северной оконечностью большого жилого микрорайона с застройкой социалистического периода, названного по имени Аттилы Йожефа. На этом участке линия M3 идёт параллельно улице Иллёи (Üllői út), длиннейшей улицы Будапешта, ведущей из центра города в юго-восточном направлении. Выход со станции осуществляется на перекрёсток улиц Иллёи и Эчери (Ecseri út), давшей станции имя.
«Эчери ут» — станция мелкого заложения. На станции две боковые платформы.
6 апреля 2019 года южная часть линии M3 от станции «Надьварад тер» до станции «Кёбанья-Кишпешт» закрыта на реконструкцию.